# 加藤吉平商店
合資会社加藤吉平商店（かとうきちべえしょうてん）は、福井県鯖江市にある日本酒の蔵元。代表銘柄は「梵（ぼん）」。同じ銘柄の焼酎のほか、リキュールも製造している。

## 概要
酒造りの特徴として2003年以降は純米酒のみを造っている。
日本国内での日本酒の消費量が減る中で、積極的に海外への輸出に取り組んでいる。30社以上の商社と取引しており、2019年3月に日本酒製造会社として初めて輸出先が100カ国を超えた。

## 沿革
- 1860年 両替商・庄屋だった先祖が日本酒製造を始める。
- 2014年 福井県鯖江市川去町に「梵・酒の郷（さと）」が竣工し、原料米の最新式精米工場が稼働。[4]
- 2017年酒蔵本社棟のある鯖江市吉江町において、最新鋭の酒蔵「梵・天空蔵」が竣工。[5]
- 2018年 「梵・酒の郷（さと）」で焼酎を製造開始。[1]
- 2018年 築150年以上の町屋を改修した観光交流施設「梵・町屋ギャラリー」を開業。[6]
- 2019年 「梵・焼酎」の発売開始。[7]
- 2020年 「梵・ゆずリキュール」の発売開始。[7]
- 2020年9月 「梵66・梵78」高濃度エタノール製品(手指消毒用)発売開始。[8]
- 2022年5月 鯖江市石田上町に高さ20数mの10棟目となる新物流拠点「梵の港」が竣工。[9]